# Іхтіовенатор
Іхтіовенатор (Ichthyovenator laosensis) — рід ящеротазових динозаврів родини спінозаврових, які мешкали на території сучасного Лаосу, в проміжку зі 125 до 113 млн років тому, під час аптського віку ранньої Крейди. Він відомий за скам'янілостями, зібраними з формації Grès supérieurs басейну Саваннакхет, перші з яких були знайдені у 2010 році. Вони складалися з часткового скелета без черепа та кінцівок. Цей екземпляр став голотипом нового роду та виду Ichthyovenator laosensis, який був описаний палеонтологом Ронаном Алленом та його колегами у 2012 році. Родова назва, яка означає «мисливець на рибу» — вказує на його ймовірний рибоїдний спосіб життя, тоді як видова назва натякає на країну Лаос. У 2014 році було оголошено, що на місці розкопок було знайдено більше решток; ці скам'янілості включали зуби, більше хребців і лобкову кістку від тієї ж особини.
За оцінками, довжина голотипа становила від 8,5 до 10,5 метрів, а вага — 2,4 тонни. Зуби іхтіовенатора були прямими та конічними, а шия нагадувала шию близькоспорідненого роду — сігілмасзавра. Як й інші представники родини, іхтіовенатор мав високі спинні відростки, які утворювали вітрило на спині. На відміну від інших відомих спінозаврів, вітрило іхтіовенатора мало синусоїдальну (хвилеподібну) форму, яка вигиналася вниз над стегнами й розділялася на два окремих вітрила. Тазовий пояс був редукований; клубова кістка — верхня частина таза — була пропорційно довшою за лобкову і сідничну кістки, ніж в інших відомих тероподних динозаврів. Спочатку вважалося, що іхтіовенатор належав до підродини Барионихіни, але нещодавні дослідження показали, що він є примітивним представником Спінозаврових.
Як спінозавр, іхтіовенатор мав довгу, сплющену морду й міцні передні кінцівки. Його раціон, імовірно, в основному складався з водної здобичі, звідси й етимологія його імені. Відомо, що спінозаврові, окрім риби, харчувалися також дрібними динозаврами та птерозаврами. Помітне вітрило іхтіовенатора могло використовуватися для токування або внутрішньовидового розпізнавання. Викопні дані свідчать про те, що спінозаврові були пристосовані до напівводного способу життя. Хребці хвоста іхтіовенатора були надзвичайно високими, що свідчить про те, що, як і у сучасних крокодилів, хвіст міг допомагати йому у плаванні. Іхтіовенатор співіснував у середовищі разом із завроподами та орнітоподами, а також двостулковими молюсками, рибами та черепахами.